# ماساتشوستس
مَاسَاتَشْوْسِتْسْ أو ماساتشوسْتْ أو مَسَاشُسْتس (بالإنجليزية: Massachusetts)‏ أو رسميًّا كُوْمُوْنُولْثْ مَاسَاتَشْوْسِتْسْ (بالإنجليزية: Commonwealth of Massachusetts)‏، هي أكبر الولايات من حيث السكان في منطقة نيو إنغلاند في شمال شرق الولايات المتحدة. يحدها المحيط الأطلسي من الشرق، وولايات كونيتيكت ورود آيلاند في الجنوب، نيوهامبشير وفيرمونت في الشمال، ونيويورك من الغرب. سميت الولاية على قبيلة ماساتشوست التي كانت تسكن المنطقة. عاصمة ماساتشوستس هي مدينة بوسطن وأكبرها من حيث السكان في نيو انغلاند. أكثر من 80٪ من سكان ماساتشوستس يعيشون في منطقة بوسطن الكبرى، وهي منطقة ذات نفوذ في التاريخ الأمريكي والأوساط الأكاديمية والصناعة. تعتمد ماساتشوستس في الأصل على الزراعة وصيد الأسماك والتجارة،  وتحولت إلى مركز صناعي خلال الثورة الصناعية. تحول اقتصاد ماساتشوستس خلال القرن العشرين من التصنيع إلى الخدمات. ماساتشوستس الحديثة هي الرائدة عالميا في مجال التكنولوجيا الحيوية، والهندسة، والتعليم العالي، والتمويل، والتجارة البحرية.
كانت بليموث موقع أول مستعمرة إنجليزية في نيو انغلاند، حيث تأسست في عام 1620 على يد طائفة الحجاج من ركاب سفينة المايفلاور. في عام 1692، شهدت مدينة سالم والمناطق المحيطة بها إحدى أشهر حالات الهستيريا الجماعية في أمريكا، وهي محاكمات السحر في سالم. في عام 1777، أسس الجنرال هنري نوكس مستودع سبرينغفيلد، الذي أنتج خلال الثورة الصناعية العديد من التطورات التكنولوجية الهامة، بما في ذلك الأجزاء القابلة للتبديل. في عام 1786، وقع تمرد شايز، وهي ثورة شعبية التي قادها المحاربون القدامى في حرب الاستقلال، أثرت على اجتماع الولايات المتحدة الدستورية. في القرن الثامن عشر، نشأت الصحوة البروتستانتية الأولى التي انتشرت في العالم الأطلسي من منبر الداعية جوناثان إدواردز من نورثهامبتون. في أواخر القرن الثامن عشر، أصبحت بوسطن تعرف باسم «مهد الحرية»  بسبب تحريض أهلها على الثورة الأمريكية.
لعب كومنولث ماساتشوستس بأكمله دورًا تجاريًّا وثقافيًّا قويًّا في تاريخ الولايات المتحدة. كانت ماساتشوستس قبل الحرب الأهلية مركزًا لحركات إلغاء العبوديّة،  والحركات المتعالية. في أواخر القرن التاسع عشر، تم اختراع رياضات كرة السلة والكرة الطائرة في مدينتي سبرينغفيلد وهوليوك غرب ماساتشوستس على التوالي. في عام 2004، أصبحت ماساتشوستس أول ولاية في الولايات المتحدة تعترف قانونيًّا بالزواج المثلي نتيجة القرار الذي اتخذته محكمة ماساتشوستس العُليا في قضية غودريدج ضد إدارة الصحة العامة. وقد نشأت منها العديد من العائلات السياسية الأميركية البارزة، مثل عائلات آدامز وكينيدي. جامعة هارفارد في كامبريدج هي أقدم مؤسسة للتعليم العالي في الولايات المتحدة،  وتملك منح مالية أكثر من أي جامعة،  وتخرج من كلية هارفارد للحقوق أغلبية قضاة المحكمة العليا للولايات المتحدة. وقد تم تصنيف كل من جامعة هارفارد ومعهد ماساتشوستس للتكنولوجيا، والذي يقع أيضا في كامبريدج، ضمن أشهر المؤسسات الأكاديمية في العالم. ويتمتع طلاب المدارس العامة في ولاية ماساتشوستس بترتيب عالي بين دول العالم في الأداء الأكاديمي.

## أصل التسمية
سُميت مستعمرة خليج ماساتشوستس نسبةً إلى الماساتشوست وهو شعب أمريكي أصلي عاش في المناطق المحيطة بخليج الولاية ويُرجح أن الكلمة مشتقة عن كلمة (muswach8sut) بلغة الووباناك حيث (mus) تعني «كبير» و (wach8) تعني «جبل» واللاحقة (s) للتصغير واللاحقة (ut) تشير إلى ظرف المكان، والعدد (8) في الكلمة ما هو إلا إشارة إلى صوت "oo" وفقاً للكتابة الهجائية المعتمدة للغة الووباناك. وبذلك يمكن ترجمتها لتعني: «قرب التلة الكبيرة».

## نبذة تاريخية

### ما قبل الاستعمار
استوطنت ماساتشوستس منذ القدم قبائل من عائلة اللغات الألغونكوية، ومن بينهم وامبانواغ، ناراغانسيت، نيبموك، بوكومتوك، ماهيكان، وماساتشوسيت. في حين أن زراعة المحاصيل مثل القرع والذرة كانت جزءًا مهمًا من نظامهم الغذائي، فقد اعتمد سكان هذه القبائل على صيد الأسماك والحيوانات وبحثوا في الغابة للحصول على معظم طعامهم. عاش القرويون في مساكن تسمى الوغم وكذلك في المنازل الطويلة. قاد القبائل شيوخ من الذكور أو الإناث يُعرفون باسم «الساشيم».

### الفترة الاستعمارية
في أوائل القرن السابع عشر، تسبب المستعمرون الأوروبيون في أوبئة التربة البكر مثل الجدري والحصبة والأنفلونزا وربما داء البريميات فيما يعرف الآن بالمنطقة الشمالية الشرقية من الولايات المتحدة. بين عامي 1617 و1619، قتل مرض كان على الأرجح الجدري ما يقرب من 90% من الأمريكيين الأصليين في خليج ماساتشوستس.
في عام 1616، حطَّ المستعمرون الإنجليز الأوائل رحالهم في مستعمرة خليج ماساتشوستس مع ريتشارد فاينز، وقضوا الشتاء في بركة بيدفورد قرب كيب بوربويز، وهي المنطقة التي أصبحت لاحقًا جزءًا من ولاية مين بعد عام 1820. وصل التطهيريون إلى بليموث في عام 1620. كانت هذه ثاني مستعمرة إنجليزية دائمة في الجزء من أمريكا الشمالية الذي أصبح فيما بعد الولايات المتحدة، بعد مستعمرة جيمستاون. احتفل التطهيريون «بعيد الشكر الأول» لحصادهم الأول في «العالم الجديد» واستمر لمدة ثلاثة أيام. وسرعان ما تبعهم تطهيريون آخرون، الذين استعمروا مستعمرة خليج ماساتشوستس -المعروفة الآن باسم بوسطن- في عام 1630.
اعتقد التطهيريون أن كنيسة إنجلترا بحاجة إلى مزيد من الإصلاح تبعًا للمبادئ الكالفينية البروتستانتية، فقد سيطر عليهم الخوف من أن يعيد الملك تشارلز وأتباعه إدخال العناصر الكاثوليكية إلى الكنيسة الوطنية خاصة أنهم تعرضوا للمضايقات بسبب السياسات الدينية للملك تشارلز الأول ورجال الدين البارزين مثل وليم لود، الذي أصبح رئيس أساقفة كانتربيري لتشارلز. قرروا الاستعمار في ماساتشوستس، بهدف إنشاء ما اعتبروه مجتمعًا دينيًا «مثاليًا». استعمِرت مستعمرة خليج ماساتشوستس بموجب ميثاق ملكي، على عكس مستعمرة بليموث، في عام 1629. أدت كل من المعارضة الدينية والتوسعية إلى تأسيس عدة مستعمرات جديدة، بعد وقت قصير من تأسيس مستعمرات بليموث وخليج ماساتشوستس، في أماكن أخرى في إنجلترا الجديدة. نفى خليج ماساتشوستس المنشقين مثل آن هاتشينسون وروجر ويليامز بسبب الصراع الديني والسياسي. في عام 1636، استعمر ويليامز ما يُعرف الآن باسم رود آيلاند، وانضم إليه هاتشينسون هناك بعد عدة سنوات. استمر التعصب الديني، ومن بين أولئك الذين اعترضوا على ذلك في وقت لاحق من ذلك القرن الدعاة الإنجليز من الكويكرز أليس وتوماس كوروين، الذين جُلدوا علنًا وسُجنوا في بوسطن عام 1676.
بحلول عام 1641، توسعت ولاية ماساتشوستس إلى الداخل بشكل ملحوظ. استولى الكومنولث على مستوطنة وادي نهر كونيتيكت في سبرينغفيلد، التي كانت قد نازعت وخرجت عن طاعة مستعمرة كونيتيكت الأصلية. أنشأ هذا الحدود الجنوبية لماساتشوستس في الغرب. ومع ذلك، أصبحت هذه منطقة متنازع عليها حتى 1803-1804 بسبب مشاكل المسح، مما أدى إلى ظهور منطقة ساوثويك الحديثة.
في عام 1652، سمحت محكمة ماساتشوستس العامة لصائغ الفضة في بوسطن جون هال بإنتاج عملات معدنية محلية بفئات الشلن والستة بنسات وثلاثة بنسات لمعالجة النقص في العملات المعدنية في المستعمرة. قبل تلك النقطة، اعتمد اقتصاد المستعمرة كليًا على المقايضة والعملات الأجنبية، بما في ذلك العملات الإنجليزية والإسبانية والهولندية والبرتغالية والعملات المزيفة. في عام 1661، بعد فترة وجيزة من استعادة النظام الملكي البريطاني، اعتبرت الحكومة البريطانية سك العملة في بوسطن خيانة. ومع ذلك، تجاهلت المستعمرة المطالب الإنجليزية بوقف العمليات حتى عام 1682 على الأقل، عندما انتهى عقد هال بصفته مدير سك العملة، ولم تتحرك المستعمرة لتجديد عقده أو تعيين مدير سك العملة الجديد. كان سك العملات عاملًا مساهمًا في إلغاء ميثاق مستعمرة خليج ماساتشوستس في عام 1684.
في عام 1691، وحِدت مستعمرات خليج ماساتشوستس وبليموث (جنبًا إلى جنب مع ولاية ماين الحالية، والتي كانت مقسمة سابقًا بين ماساتشوستس ونيويورك) في مقاطعة خليج ماساتشوستس. بعد فترة وجيزة، وصل أول حاكم للمقاطعة الجديدة، ويليام فيبس. جرت محاكمات السحرة في سالم، حيث شُنق عدد من الرجال والنساء بتهمة الشعوذة.
وقع الزلزال الأكثر تدميرًا حتى الآن في إنجلترا الجديدة في 18 نوفمبر 1755، مسببًا أضرارًا جسيمة في جميع أنحاء ولاية ماساتشوستس.

### الحرب الثورية
كانت ماساتشوستس مركزًا لحركة الاستقلال عن بريطانيا العظمى. كانت علاقات المستعمرين في ماساتشوستس متوترة منذ فترة طويلة مع النظام الملكي البريطاني، بما في ذلك التمرد المفتوح تحت حكم دومينيون إنجلترا الجديدة في ثمانينيات القرن السابع عشر.
أدت الاحتجاجات ضد المحاولات البريطانية لفرض الضرائب على المستعمرات بعد انتهاء الحرب الفرنسية والهندية عام 1763 إلى مذبحة بوسطن عام 1770، كما أدى حفل شاي بوسطن عام 1773 إلى تصعيد التوترات. في عام 1774، استهدفت قوانين لا تطاق ولاية ماساتشوستس بعقوبات على حزب شاي بوسطن وقللت من الحكم الذاتي المحلي، مما أدى إلى زيادة المعارضة المحلية. كان النشاط المناهض للبرلمان من قبل رجال مثل صامويل آدامز وجون هانكوك، والذي أعقبه أعمال انتقامية من قبل الحكومة البريطانية، سببًا رئيسيًا لوحدة المستعمرات الثلاث عشرة واندلاع الثورة الأمريكية في عام 1775.
بدأت معركتا ليكسينغتون وكونكورد، اللتان دارتا في ماساتشوستس عام 1775، الحرب الثورية الأمريكية. تولى جورج واشنطن، الذي أصبح لاحقًا أول رئيس للدولة المستقبلية، قيادة ما أصبح الجيش القاري بعد المعركة. كان انتصاره الأول هو حصار بوسطن في شتاء 1775-1776، واضطر البريطانيون بعده إلى إخلاء المدينة. ما يزال هذا الحدث مخلدًا في مقاطعة سوفولك فقط في 17 مارس من كل عام باعتباره يوم الإخلاء.
على الساحل، أصبح سالم مركزًا للقرصنة التفويضية. على الرغم من عدم اكتمال الوثائق، فقد مُنح نحو 1700 تفويض رد اعتداء، وصدرت على أساس كل رحلة، خلال الثورة الأمريكية. عملت ما يقرب من 800 سفينة كسفن قرصنة تفويضية، وينسب لهم الاستيلاء على أو تدمير نحو 600 سفينة بريطانية.

### فترة فيدرالية
شارك جون آدامز من بوسطن، والمعروف باسم «أطلس الاستقلال»، بشكل كبير في كل من الانفصال عن بريطانيا ودستور ماساتشوستس، الأمر الذي جعل من ولاية ماساتشوستس أول ولاية تلغي العبودية (قضية إليزابيث فريمان وكووك ووكر كما فسرها ويليام كاشينج). أشار ديفيد ماكولوغ إلى أن إحدى السمات التي لا تقل أهمية هي وضع المحاكم لأول مرة كفرع متساوٍ منفصل عن السلطة التنفيذية. (يمثل دستور ولاية فيرمونت، الذي اعتمِد عام 1777، أول حظر جزئي على العبودية بين الولايات. أصبحت فيرمونت ولاية في عام 1791 لكنها لم تحظر العبودية بشكل كامل حتى عام 1858 بقانون فيرمونت للحرية الشخصية. جعل قانون الإلغاء التدريجي للعبودية في بنسلفانيا لعام 1780 ولاية بنسلفانيا أول ولاية تلغي العبودية بموجب القانون، وثاني مستعمرة إنجليزية تفعل ذلك؛ الأولى كانت مستعمرة جورجيا عام 1735). لاحقًا، نشط آدامز في الشؤون الخارجية الأمريكية المبكرة وخلف واشنطن بصفته رئيسًا ثانيًا للولايات المتحدة. أصبح ابنه، جون كوينسي آدامز، وهو أيضًا من ماساتشوستس، الرئيس السادس للبلاد.